# باول يونغ (لاعب كرة قدم أمريكية)
باول يونغ (بالإنجليزية: Paul Young)‏ هو لاعب كرة قدم أمريكية أمريكي، ولد في 7 ديسمبر 1908 في ميلروز في الولايات المتحدة، وتوفي في 19 أكتوبر 1978 في كامبردج في الولايات المتحدة.